# Fläckig honungsfågel
Fläckig honungsfågel (Xanthotis polygrammus) är en fågel i familjen honungsfåglar inom ordningen tättingar.

## Utseende och läte
Fläckig honungsfågel är en medelstor medlem av familjen med ett unikt utseende. Den är brun på ryggen med små vita fläckar, vit på undersidan med stora mörka fläckar på buken och mörka streck på bröstet. Strupen är vit, runt ögat syns ett stort område med skär bar hud och på kinde en gul öronfläck. Lätet är ett melodiskt stigande "wudee" som upprepas.

## Utbredning och systematik
Fläckig honungsfågel förekommer på Nya Guinea och närliggande öar. Den delas vanligen in i sex underarter med följande utbredning:
- Xanthotis polygrammus polygrammus – förekommer på Waigeo (Papua Barat)
- Xanthotis polygrammus kuehni – förekommer på Misool (Nya Guinea)
- Xanthotis polygrammus poikilosternos – förekommer i lägre bergssluttningar på västra Nya Guinea och på Salawati
- Xanthotis polygrammus septentrionalis – förekommer på norra Nya Guinea (Mamberamo River till övre Sepik)
- Xanthotis polygrammus lophotis – förekommer i berg på sydöstra Nya Guinea
- Xanthotis polygrammus candidior – förekommer på södra Nya Guinea (Trans Fly-låglandet)

Vissa inkluderar dock kuehni i poikilosternos och candidior i lophotis.

## Status
Arten har ett stort utbredningsområde och beståndet anses vara stabilt. Internationella naturvårdsunionen IUCN listar den därför som livskraftig (LC).